# Ruban d'argent de la meilleure réalisation
Le Ruban d'argent de la meilleure réalisation (Nastro d'argento al miglior regista) est une récompense cinématographique italienne décernée chaque année, depuis 2017, par le Syndicat national des journalistes cinématographiques italiens (en italien, Sindacato Nazionale Giornalisti Cinematografici Italiani (SNGCI)), lequel décerne également tous les autres Rubans d'argent.
Avec le Ruban d'argent du meilleur film, il remplace depuis 2017 le Ruban d'argent de la réalisation du meilleur film.

## Années 2010
- 2017 : Gianni Amelio - La tenerezza
  - Marco Bellocchio - Fais de beaux rêves (Fai bei sogni)
  - Edoardo De Angelis - Indivisibili
  - Ferzan Özpetek - Rosso Istanbul
  - Fabio Grassadonia et Antonio Piazza - Sicilian Ghost Story

- 2018 : Matteo Garrone - Dogman
  - Paolo Franchi - Où je n’ai jamais habité (Dove non ho mai abitato)
  - Luca Guadagnino - Call Me by Your Name (Chiamami col tuo nome)
  - Gabriele Muccino - Une famille italienne (A casa tutti bene)
  - Susanna Nicchiarelli - Nico, 1988
  - Ferzan Özpetek - Napoli velata
  - Paolo Sorrentino - Silvio et les Autres (Loro)

- 2019 : Marco Bellocchio - Le Traître[1]
  - Edoardo De Angelis - Il vizio della speranza
  - Claudio Giovannesi - Piranhas  (La paranza dei bambini)
  - Valeria Golino - Euforia
  - Luca Guadagnino - Suspiria
  - Mario Martone - Capri-Revolution
  - Matteo Rovere - Romulus et Rémus (Il primo re)

## Années 2020
- 2020 : Matteo Garrone pour Pinocchio[2]
  - Gianni Amelio pour Hammamet
  - Pupi Avati pour Il signor Diavolo
  - Cristina Comencini pour Tornare
  - Damiano et Fabio D'Innocenzo pour Storia di vacanze (Favolacce)
  - Pietro Marcello pour Martin Eden
  - Mario Martone pour Il sindaco del Rione Sanità
  - Gabriele Muccino pour Nos plus belles années (Gli anni più belli)
  - Ferzan Özpetek pour Pour toujours (La dea fortuna)
  - Gabriele Salvatores pour Volare (Tutto il mio folle amore)

- 2021[3],[4]: Emma Dante pour Le sorelle Macaluso
  - Pupi Avati pour Lei mi parla ancora
  - Francesco Bruni pour Cosa sarà 
  - Antonio Capuano pour Il buco in testa (it) 
  - Edoardo Ponti pour La Vie devant soi (La vita davanti a sé)

- 2022 : Mario Martone pour Nostalgia
  - Leonardo Di Costanzo pour Ariaferma
  - Michelangelo Frammartino pour Il buco
  - Gabriele Mainetti pour Freaks Out
  - Mario Martone pour Qui rido io
  - Sergio Rubini pour I fratelli De Filippo
  - Paolo Sorrentino pour La Main de Dieu
  - Paolo Taviani pour Leonora addio

- 2023 : Marco Bellocchio pour L'Enlèvement
  - Andrea Di Stefano pour L'ultima notte di Amore
  - Luca Guadagnino pour Bones and All
  - Nanni Moretti pour Il sol dell'avvenire
  - Kim Rossi Stuart pour Brado

- 2024 : Matteo Garrone pour Io capitano
  - Pietro Castellitto pour Enea
  - Luca Guadagnino pour Challengers
  - Alice Rohrwacher pour La Chimère
  - Stefano Sollima pour Adagio